# Charles Marie de La Condamine

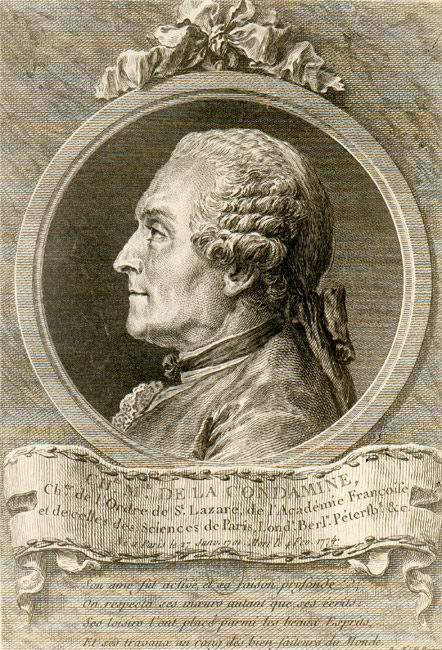
Charles-Marie de La Condamine (gravura contemporânea)

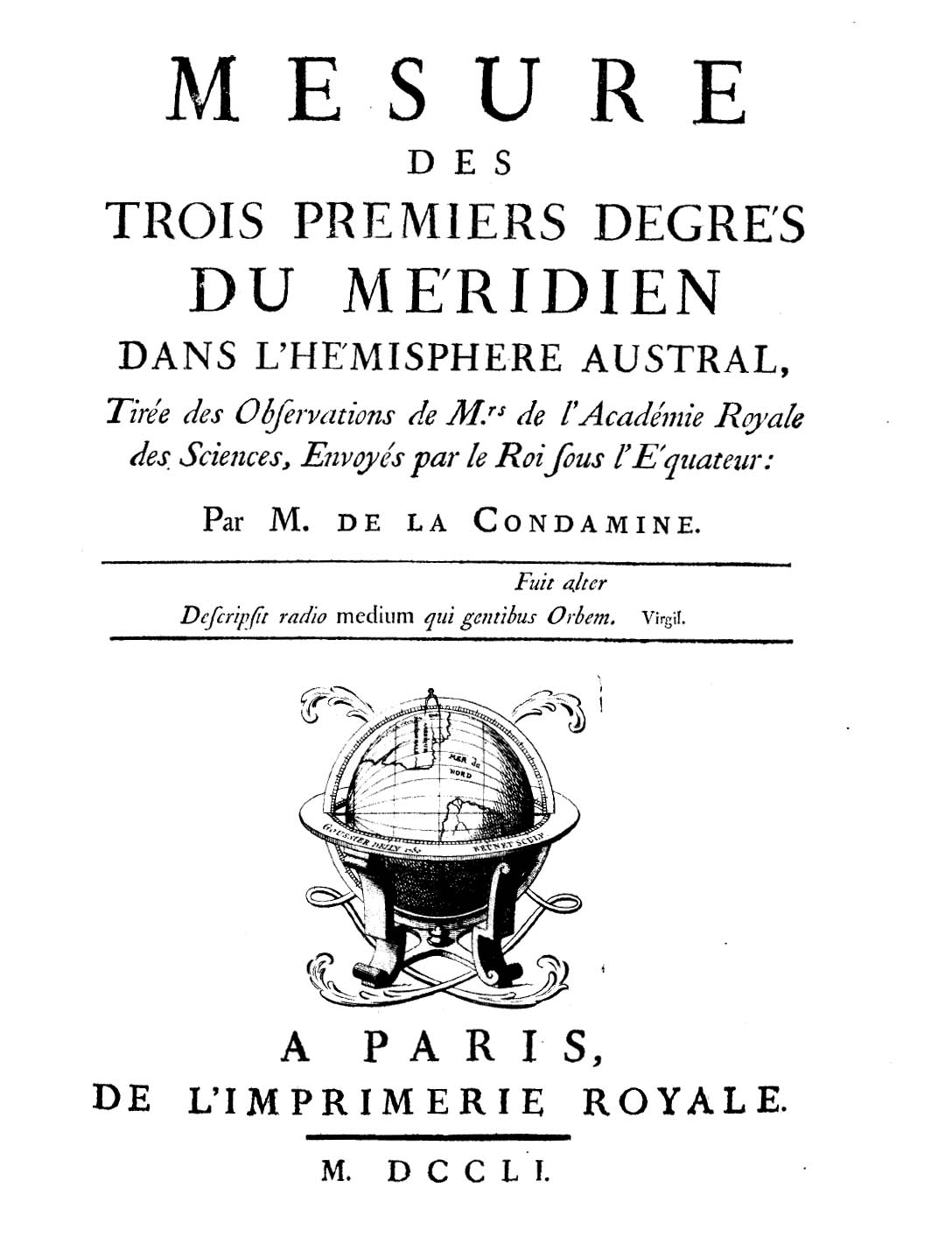
Mesure des trois premiers degrés du méridien dans l'hémisphere austral, 1751

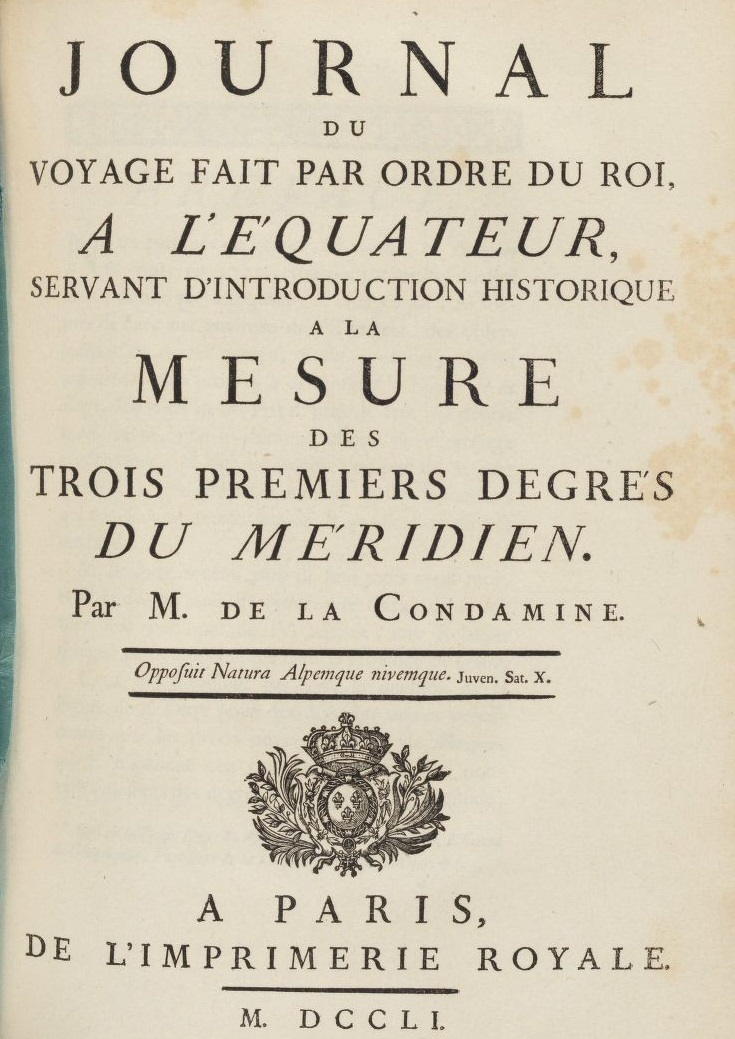
Journal du voyage fait par ordre du roi, a l’équateur, 1751

Charles-Marie de La Condamine (Paris, 28 de janeiro de 1701 — Paris, 4 de fevereiro de 1774) foi um cientista e explorador francês que realizou diversas viagens de exploração no Norte de África, no Médio Oriente e na América do Sul. Foi o primeiro cientista a descer o curso do rio Amazonas, publicando na Europa um conjunto de descrições da geografia, fauna e flora da bacia amazónica que em muito contribuíram para despertar o interesse da comunidade científica pelo seu estudo. Também se lhe deve a primeira comunicação científica sobre a interligação entre os rios Orinoco e Amazonas através do canal do Cassiquiare. Poliglota fluente em várias línguas europeias, dedicou-se também à matemática, à astronomia, à geodesia e à física.

## Biografia
Charles-Marie de La Condamine nasceu em Paris a 27 de Janeiro de 1701, filho de Charles de La Condamine, recebedor de finanças em Moulins, e de Louise Marguerite de Chourses.
Depois de ter realizado os seus estudos preparatórios em humanidades e matemática no Lycée Louis-le-Grand, em Paris, Charles-Marie de La Condamine envereda por uma carreira militar, alistando-se no Exército. Participou na campanha contra a Espanha da Guerra da Quádrupla Aliança (1719), tendo estado presente no cerco a Roses.

### A paixão pelas ciências e pelas viagens (1719-1735)
Após o seu regresso a Paris, estabeleceu relações de amizade com diversos membros da intelectualidade, entre os quais Voltaire, em especial com cientistas empenhados em estudos de Físico-Química e de História Natural.
Deixa o Exército em 1719 para completar a sua formação e para se consagrar inteiramente aos estudos científicos. A 12 de Dezembro de 1730 foi nomeado assistente de Química nos laboratórios da Academia das Ciências, passando a participar nos trabalhos da Académie des Sciences, da qual foi feito membro nesse ano.
Apaixonado pelas viagens, realiza algumas expedições científicas ao Norte de África que lhe permitem obter dados que depois utiliza em numerosas comunicações e artigos científicos. Em Maio de 1731 embarca num navio da Compagnie du Levant com destino a Istanbul, cidade onde permanece durante cinco meses. Após o seu regresso a Paris, apresenta na sessão da Académie des Sciences realizada a 12 de Novembro de 1732 uma comunicação intitulada Observations mathématiques et physiques faites dans un voyage du Levant en 1731 et 1732, a qual teve muito bom acolhimento.

### A expedição ao Peru e à bacia amazónica (1735-1744)
Depois de ter estudado astronomia e geodesia, em Abril de 1735 Charles-Marie de La Condamine foi encarregado pela Académie des Sciences de realizar uma expedição ao Peru tendo como objectivo central proceder à determinação exacta do grau do arco de meridiano nas proximidades da linha do equador, para além de realizar diversos estudos de História Natural.
A expedição inseria-se no esforço então em curso de verificar a hipótese de Newton sobre o achatamento da Terra nas zonas polares, matéria que dividia a comunidade científica europeia da época. Ao mesmo tempo foi enviada outra expedição, integrando Pierre Louis Maupertuis, Alexis Claude Clairaut e Pierre Charles Le Monnier, a qual se dirigiu à Lapónia para na região circumpolar proceder às mesmas medições.
A expedição partiu do porto de La Rochelle a 16 de Maio de 1735, sob o comando de Louis Godin, levando Pierre Bouguer como encarregado das observações científicas. Para além de La Condamine integrava ainda o botânico Joseph de Jussieu.
Depois de escolas na Martinica, Santo Domingo e Cartagena das Índias, chegam ao Panamá a 29 de Dezembro de 1735. Depois de uma travessia do istmo por terra e de uma viagem marítima pela costa do Pacífico, chegam ao porto de Manta, na então província de Quito, a 10 de Março de 1736,e a 13 de Março chegam a Guayaquil.
À chegada à América espanhola a expedição integra Jorge Juan e Antonio de Ulloa, dois oficiais espanhóis encarregues da acompanhar os trabalhos em representação do governo espanhol.
A partir de Guayaquil, numa indicação do que será o futuro da expedição, La Condamine toma um caminho separado, seguindo uma rota pouco conhecida e que atravessava zonas desabitadas de vegetação inalterada. La Condamine apenas se encontrou em Quito com Godin e Bouguer a 4 de Julho de 1736.
O arco de meridiano que fora escolhido atravessava um alto vale perpendicular à linha do Equador, estendendo-se de Quito, ao norte, até Cuenca. no extremo sul da linha. Os académicos iniciaram os seus trabalhos na planície de Yaruqui, levando de 3 de Outubro a 3 de Novembro de 1736 para ali medir o segmento de base da triangulação. Cansados e desavindos, regressaram a Quito no início do mês de Dezembro.
Para complicar a situação, os fundos que tinham sido prometidos em Paris não chegam, colocando a expedição numa situação financeira muito difícil. La Condamine, que prudentemente trouxera letras de câmbio endossadas a um banco em Lima, oferece ajuda, tendo para tal partido para Lima a 28 de Fevereiro de 1737. Ali chegado, resolveu prolongar a sua viagem para poder observar a árvore da quina, a fonte do quinino, então ainda quase desconhecida dos europeus. Apenas regressa a Quito a 20 de Junho de 1737.
A expedição desenrola-se num clima de crescentes dificuldades de relacionamento entre os cientistas, com Godin a recusar-se a comunicar os resultados por si obtidos aos restantes colegas. La Condamine e Bouguer continuam a colaborar.
A medição de um arco de meridiano num ambiente montanhoso e hostil apenas termina em Agosto de 1739. A partir daí apenas restava fazer as observações astronómicas que confirmassem a posição dos pontos extremos do arco medido. Contudo as desavenças entre os membros da expedição crescem e as posições vão-se extremando, com Godin a manter-se isolado e guardar ciosamente os seus resultados.
Quando em Dezembro de 1741 Bouguer decide corrigir um erro que tinha detectado num cálculo feito por La Condamine, surge uma azeda disputa entre os dois, que também deixam de trabalhar em conjunto. Sem outra solução, acabam por decidir separarem-se e prosseguirem trabalhos por percursos distintos. Apesar disso, os trabalhos da dupla medição do arco são dados por concluídos em 1743, sete anos após a chegada da equipa ao Equador.
Terminado o trabalho geodésico, La Condamine parte em Maio de 1743 da cidade de Quito e dirige-se às cabeceiras do rio Amazonas, que desce até ao mar. No percurso faz um levantamento do curso do rio, procedendo a observações astronómicas para fixar com segurança a sua posição. Também estuda a vegetação e a antropologia dos povos que encontra, interessando-se em especial pela seringueira e pelo uso do curare. Foi o primeiro cientista a percorrer o curso do rio Amazonas.
A 19 de Setembro de 1743 chega a Belém do Pará, onde permanece durante algum tempo fazendo observações astronómicas e informando-se sobre o uso da borracha. Uma das coisas que chamou sua atenção foi uma bola feita com o látex, que quicava, algo que, na época, era surpreendente, visto que era uma espécie de confronto a lei da gravidade.
Partindo por via marítima para Cayenne, chega àquele porto a 25 de Fevereiro de 1744, tendo de aí permanecer por cinco meses por falta de uma embarcação que o conduzisse à Europa.
No período em que permaneceu em Cayenne continuou com a sua campanha de observações astronómicas e estudou o movimento do pêndulo nas regiões equatoriais. Também se interessa pela vegetação e pela etnografia. Partiu para Amesterdão em Agosto de 1744, chegando àquela cidade a 30 de Novembro daquele ano.
Esta viagem permitiu-lhe recolher informações relevantes sobre o Peru e a Amazónia, entre as quais a primeira descrição científica da quina, árvore de onde se extrai o quinino, da borracha e da seringueira e do curare, o famoso veneno utilizado pelos ameríndios nas suas flechas.

### O regresso a Paris e os anos finais (1745-1774)
A 26 de Fevereiro de 1745 chegou a Paris trazendo consigo uma colecção de mais de 200 objectos relativos à história natural e à antropologia da bacia amazónica, que ele galantemente oferece a Georges Louis Leclerc, o famoso conde de Buffon. Entre os objectos trazidos encontrava-se a primeira amostra de curare que foi trazida para França e uma das primeiras, se não a primeira, a chegar à Europa.
Publicou um relato da sua viagem, acompanhado das medições feitas e de um mapa do curso do rio Amazonas nas Mémoires de l'Académie des Sciences de 1745 (seguido de uma tradução inglesa em 1745-1747). No relato estão incluídas as primeiras descrições científicas do canal do Cassiquiare e do curare.
O resultado científico da expedição, em confronto com os dados obtidos na Lapónia, veio provar sem sombra de dúvida a tese de Newton de que a Terra é achatada nos pólos.
Em resultado dos desentendimentos durante os trabalhos, La Condamine e Bouguer não se entendem sobre a publicação dos resultados comuns. Só a morte de Bouguer, ocorrida em 1758, termina a querela. Godin morre em 1760.
Um diário circunstanciado das suas observações durante a viagem à América do Sul foi publicado em Paris no ano de 1751. Também publicara (1745), em espanhol, um relato circunstanciado da sua passagem pela América do Sul. Em parte em resultado dessa publicação, La Condamine, que sobrevive aos colegas, beneficia da sua capacidade de escrita e poliglotismo, acabando por receber do público o crédito quase total pelo êxito da expedição, apesar de ser bem menos versado em astronomia e matemática do que os seus colegas.
Em Agosto de 1756 casa, com dispensa papal, com a sua sobrinha Charlotte Bouzier d’Estouilly.
Continuando as suas viagens e estudos geodésicos, numa demorada visita a Roma La Condamine executou medições precisas das dimensões de diversos edifícios da Antiguidade Clássica com o objectivo de determinar com exactidão o cumprimento do pé utilizado pelos romanos.
Sendo membro da Académie des Sciences desde 1730, foi feito sócio correspondente das academias de Londres, Berlim, São Petersburgo e Bolonha.
Em 29 de Novembro de 1760 foi eleito membro da Académie Française, onde foi formalmente apresentado por Georges Louis Leclerc, o conde de Buffon.
Popular e cortês, La Condamine tinha grande número de amigos e admiradores. Era amigo próximo de Pierre Louis Maupertuis, que lhe legou os seus papéis, e de Voltaire.
Tendo visto o sucesso da inoculação vacínica na América espanhola, passa o resto da sua vida a fazer uma intensa campanha a favor da vacinação, nomeadamente contra a varíola, doença que tinha contraído enquanto criança, tendo escrito diversos artigos sobre essa matéria.
Sofrendo de fortes achaques, que desde 1763 o tinham deixado com mobilidade muito reduzida, faleceu em Paris a 4 de Fevereiro de 1774, na sequência de uma operação mal sucedida para conter uma hérnia inguinal.

## Principais publicações
La Condamine é autor de múltiplas obras, na sua maior parte comunicações e artigos científicos, cobrindo uma vasta área do saber que vai da geografia e da geodesia à botânica e a antropologia. A lista que se segue inclui apenas os títulos mais relevantes:
- Journal du voyage fait par ordre du roi à l'équateur (Paris 1751, Supplement 1752)
- Relation abrégée d'un voyage fait dans l'intérieur del'Amérique méridionale (Paris 1759)
- Mémoire sur quelques anciens monumens du Perou [sic], du tems des Incas, in: Histoire de l’Académie Royale des Sciences et Belles Lettres II (1746), Berlin 1748, S. 435-456 (aqui disponível em formato PDF).
- Relation abrégée d'un voyage fait dans l'intérieur de l'Amérique méridionale depuis la côte de la mer du Sud jusqu'aux côtes du Brésil et de la Guyane, en descendant la rivière des Amazones, lue à l'assemblée publique de l'Académie des sciences, le 28 avril 1745 (1745)
- La Figure de la terre, déterminée par les observations de M. Bouguer et de La Condamine, envoyés par ordre du Roy au Pérou pour observer aux environs de l'Équateur, avec une Relation abrégée de ce voyage qui contient la description du pays dans lequel les opérations ont été faites, par M. Bouguer (1749)
- Journal du voyage fait à l'Equateur servant d'introduction historique à la Mesure des trois premiers degrés du Méridien (1751)
- Mesure des trois premiers degrés du méridien dans l'hémisphère austral, tirée des observations de MM. de l'Académie royale des sciences envoyés par le roi sous l'Équateur (1751)
- Histoire d'une jeune fille sauvage trouvée dans les bois à l'âge de dix ans (attribué à La Condamine, 1755)
- Histoire de l'inoculation de la petite vérole, ou Recueil de mémoires, lettres, extraits et autres écrits sur la petite vérole artificielle (1773)